# 頭份工業區支線
頭份工業區支線是自竹南車站分歧，設有中國人造纖維股份有限公司、華夏海灣塑膠公司、中國石油化學工業開發等卸貨站，為專用鐵路貨運支線，又稱頭份工業區側線。

## 路線資料
- 經營管轄：台灣鐵路管理局與中國石油化學工業開發
- 路線距離：竹南＝中石化  3.11公里(民國56年-民國91年)
- 軌距：1,067毫米
- 車站數：4（含起訖車站）
- 開業時間：1955年
- 廢止時間：2002年1月
- 雙線區間：無，全線單線
- 電化區間：無
- 特殊構造：平移式轉車台

## 運行形態
- 已停駛。

## 使用車輛
- 化學油罐車
- 柴油機車頭

## 車站一覽
中纖線
| 車站名稱 | 營業里程（分歧點起） | 所在地       |
| -------- | -------------------- | ------------ |
| 竹南     | 0                    | 苗栗縣竹南鎮 |
| 中纖     | 2.2                  | 苗栗縣頭份市 |

華夏線
| 車站名稱 | 營業里程（分歧點起） | 所在地       |
| -------- | -------------------- | ------------ |
| 竹南     | 0                    | 苗栗縣竹南鎮 |
| 華夏     | 1.39                 | 苗栗縣頭份市 |
| 中石化   | 3.11                 | 苗栗縣頭份市 |

## 簡介
- 民國44年 因中纖公司頭份廠建廠並且為了煤原料需求的方便，因而中纖公司出資委託興建全長2.2公里的原料運輸線，為最早的華夏支線。
- 民國53年 華夏海灣塑膠公司位於頭份工業區建廠，為了供應華夏海灣塑膠所需要的乙烯原料,便自行出資的方式租地從在當時的中纖線分岔出來另外興建了一條原料運輸線。
- 民國56年 中台化(現在中國石油的前身)與中石化因原料供應的需求,再從華夏海灣塑膠公司延伸興建一條到中石化的運輸線。
- 中纖支線：起點從竹南鎮新南里維新街開始，在經過新南街、永貞路二段運動公園旁、頭份八德一路、接至華隆紡織頭份總廠第二分廠，全長2.2公里，於民國44年興建，民國70幾年時拆除，原終點站中纖站位於目前頭份市和平路與尚順路口（臨近頭份大潤發）。
- 華夏海灣塑膠及中石化廠內之間，一直使用到民國90年的6月底。
- 華夏支線是從竹南站算起, 全長3.11公里，終點站中石化站現位於頭份中石化廠內(竹南至華夏為1.39km , 華夏至中石化為1.72km) 民國91年1月拆除剩餘路線。
- 華夏海灣塑膠及中石化廠內之間，殘存遺跡影像仍可以從Google地圖，2010年1月[1]至2019年4月[2]間台1線歷史街景圖上看見。

## 外部連結
- 產業鐵道側線- 頭份工業區側線 - Tenrivers的影像記事（页面存档备份，存于）
- 默默無聞的小支線(1)------頭份竹南華夏支線 （页面存档备份，存于）

## 備註
1. ↑  ，2010年1月街景圖。
2. ↑  ，2019年4月街景圖。